# ABCR Marítimos
ABCR Marítimos  was een Braziliaanse voetbalclub uit Corumbá in de staat Mato Grosso do Sul.

## Geschiedenis
De club werd opgericht in 1951. De club speelde in 1975 één seizoen in het Campeonato Mato-Grossense en is daarmee naast Operário en Comercial een van de weinigs clubs uit de staat die ook in de staatscompetitie van Mato-Grosso speelde toen beide staten nog verenigd waren.
Hierna duurde het wel tot 1995 vooraleer de club in de hoogste klasse speelde van het Campeonato Sul-Mato-Grossense. De club plaatste zich twee jaar op rij voor de tweede fase, maar kon dan geen potten breken. In 1997 werden ze meteen uitgeschakeld. In 1998 bereikten ze opnieuw de tweede fase. Na dit seizoen trokken ze zich terug uit de competitie.